# Luxiaria postlunata
Luxiaria postlunata är en fjärilsart som beskrevs av Louis Beethoven Prout 1928. Luxiaria postlunata ingår i släktet Luxiaria och familjen mätare. Inga underarter finns listade i Catalogue of Life.